# Албрехт VI (Анхалт)
Вижте пояснителната страница за други личности с името Албрехт VI.
Албрехт VI фон Анхалт-Кьотен (на немски: Albrecht VI von Anhalt-Köthen; † 9 януари 1475) от рода на Асканите е княз на Анхалт-Кьотен от 1473 до 1475 г.
Той е син на Албрехт IV фон Анхалт-Кьотен († 1423) и втората му съпруга Елизабет фон Кверфурт († 1452), дъщеря на граф Гебхард IV фон Кверфурт-Наумбург (XIV) († 1383) и третата му съпруга графиня Мехтилд (Юта) фон Шварцбург-Бланкенбург († 1370/1372).
Албрехт VI е полубрат е на Адолф I († 1473) и на Валдемар V († 1436). След смъртта на Адолф I през 1473 г. той поема управлението на Анхалт-Кьотен.
От 1473 до 1475 г. Албрехт VI управлява Анхалт-Кьотен заедно с Валдемар VI (1450 – 1508), син на княз Георг I фон Анхалт-Цербст (1390 – 1474).

## Фамилия
Албрехт VI се жени в Алслебен на 27 март 1454 г. за Елизабет фон Мансфелд († 18 септември 1482 в Кверфурт), дъщеря на граф Гюнтер II фон Мансфелд. Те имат седем деца:
1. Анна (умира млада)
2. Мария († сл. 1495), монахиня в Гернроде
3. Магдалена († 1515), абатиса на манастир Гандерсхайм (1511)
4. Маргарета (умира млада)
5. Филип (1468 – 1500), княз на Анхалт-Кьотен (1475 – 1500)
6. Доротея († 1505), омъжена на 28 май 1496 г. за Йоахим, граф на Йотинген-Йотинген-Шпилберг-Валерщайн († 7 юли 1520, убит)
7. Схоластика († 1504), абатиса на Гернроде.